# Malinowa Góra (Pogórze Spisko-Gubałowskie)
Malinowa Góra (słow. Malinová hora, 632 m n.p.m.) – wzgórze nad słowacką miejscowością Łysa nad Dunajcem (Lysá nad Dunajcom). Znajduje się nad orograficznie prawym brzegiem Dunajca, przy dawnym przejściu granicznym Niedzica – Lysá nad Dunajcom. Należy do mikroregionu geograficznego zwanego Pogórzem Spiskim. Stanowi zakończenie długiego grzbietu odbiegającego od Małej Polany w głównej grani Magury Spiskiej w północnym kierunku poprzez Przełęcz Hanuszowską i Frankowską Górę aż do Dunajca.
Malinowa Góra jest częściowo zalesiona. Stoki opadające w północnym i północno-wschodnim kierunku są bezleśne, zajęte przez pastwiska i łąki. Opływają ją dwa potoki; od zachodniej strony jest to Starowiński Potok, od wschodniej Hardinsky potok. Obecnie znajduje się na terenie Słowacji. Dawniej jednak (w okresie zaborów i wcześniej) tereny te należały do Sromowiec Wyżnych. Jeszcze obecnie mieszkańcy tej polskiej miejscowości znajdującej się po drugiej stronie Dunajca mają tutaj 45 ha pastwisk. Dawniej były one intensywnie wypasane. Przed wybudowaniem zapory i Jeziora Czorsztyńskiego nie było tutaj mostu. Na najpłytszym miejscu Dunajca przeprawiano bydło na druga stronę Dunajca, licząc ile sztuk przechodzi do Słowacji i ile wraca do Polski.
Pomiędzy północnymi stokami Malinowej Góry a Dunajcem znajduje się należąca do Polski Polana Sosny z osadą turystyczno-narciarską.